# Annastraat (Geleen)
De Annastraat is een winkelstraat in de binnenstad van de Nederlandse stad Geleen welke deel uitmaakt van de gemeente Sittard-Geleen. Deze straat loopt vanaf de Markt naar de Mauritslaan. 
De straat heeft vanaf de Markt gezien twee zijstraatjes, aan de linkerzijde een toegang tot een winkeldomein met parkeerplaats, aan de rechterzijde ligt na ca. 150 meter het Annapad, een verbindingsweggetje als verbinding met de Groenstraat en toegang tot het Maarten Luther Kingplein waar enkele hoogbouwflats staan. 
De Annastraat is circa 210 meter lang. Opvallend is de breedte van de straat waarvan vanaf het ontstaan van de straat ervan uit is gegaan om een middenstrook te voorzien bestemd voor parkeergelegenheid, waarschijnlijk een keuze met een vooruitziende blik voor de toekomst.

## Historie
De Annastraat is in de jaren na 1930 als winkelstraat aangelegd toen Geleen een stormachtige ontwikkeling doormaakte bij de bouw van het centrum dat verrees op de akkers van de velden onder de naam Op de Vey. 
De naam Annastraat en de aangrenzende Elisabethstraat werden vernoemd naar de voornamen van respectievelijk de moeder (Anna) en de echtgenote (Elisabeth) van de toenmalige burgemeester van Geleen, F.A.L.M. Damen. De namen van de vele nieuwe straten van het volop in ontwikkeling zijnde Geleense centrum, werden eigenhandig gekozen door de burgemeester en zijn wethouders, een keuze waarbij de Geleense raadsleden volledig werden genegeerd. Voordat de naam Annastraat in 1930 werd toegekend was de straat in eerste aanleg reeds bekend onder de naam Marktstraat.
De oorspronkelijke straat was geplaveid met klinkers. Vanaf het ontstaan van de straat is deze volledig ingericht met winkelpanden, veelal bestemd voor de nieuwe middenstand die van buiten de gemeente zich hier vestigde. Zij zagen vooral gunstige vooruitzichten die nauw verband hielden met de explosieve ontwikkeling van Geleen ten gevolgde van de opening van de nieuwe Mijn Maurits.
In de Tweede Wereldoorlog werd bij het bombardement van Geleen op 5 oktober 1942 door de geallieerden een groot aantal van de winkelpanden verwoest, terwijl nagenoeg alle andere panden een behoorlijke schade opliep.

## Huidige straat
Van oudsher is de Annastraat altijd een van de meest kenmerkende woon- en winkelstraten van het Geleense centrum geweest. 
In de loop der jaren heeft de straat enige malen een reconstructie ondergaan waarbij de middenstrook telkens anders werd ingericht. De laatste herinrichting heeft plaatsgevonden in 2014 als slotstuk van de reconstructie van de winkelhart van Geleen, die in 2009 is ingezet.
De straat kent als winkelstraat sinds diverse jaren een grote leegstand, mede een gevolg van de sluiting van de mijn Maurits in combinatie met de concurrentie van naburige centra, de vergrijzing en de economische neergang na 2008.
De terugloop aan winkelbezetting en de aflatende kwaliteit van de openbare ruimte waren de reden om te kiezen voor de reconstructie van de gehele bovenbouw van de straat. Het profiel van de Annastraat werd hierbij in eer en luister hersteld met brede trottoirs, een nieuwe verlichting die de straat extra cachet in het donker moet geven, een groenstructuur in de vorm van bomen in het middendeel en een ruime parkeergelegenheid op dit middendeel.
Aan het begin van de straat staat, gezien vanaf de Markt, een kunstwerk, het Chemiemonument van beeldhouwer Piet Berghs (Meers, 1948). Het monument refereert zowel aan de huidige voorname rol van de chemie in de regio als ook aan de tijd dat de mijnbouw de belangrijkste economische activiteit was.

## Fotogalerij

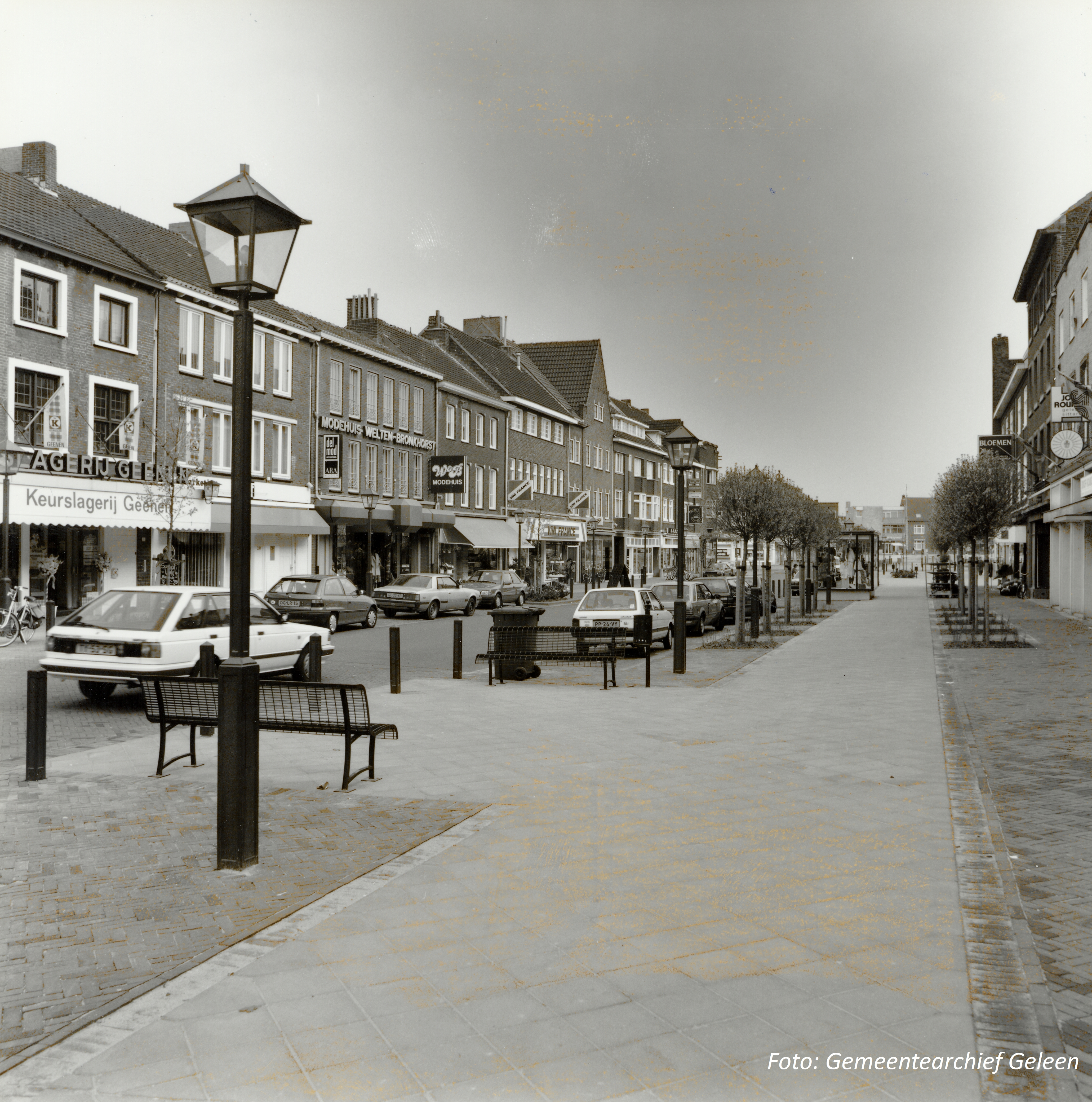
Annastraat hier zonder middenstrook
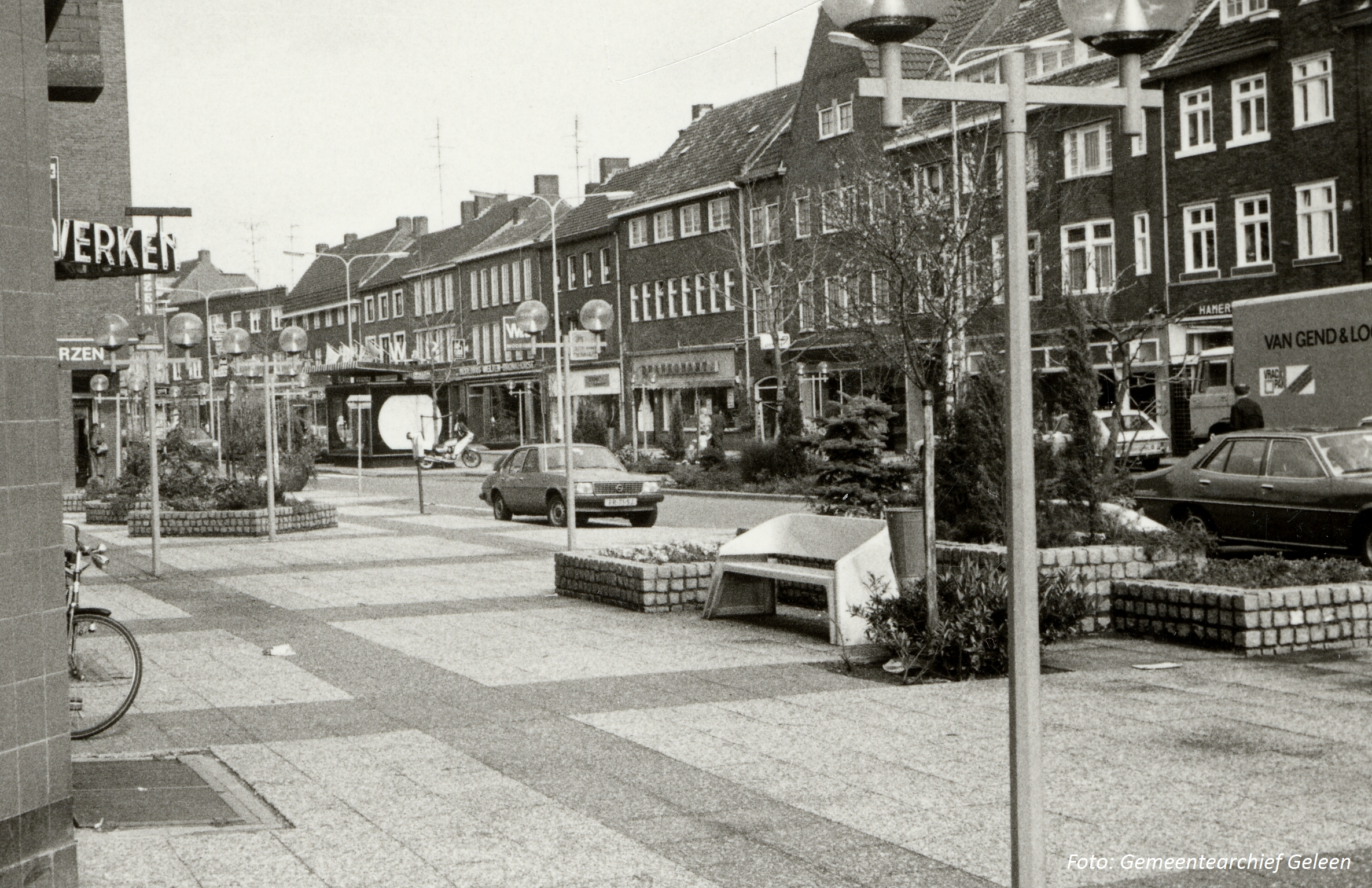
Annastraat gezien vanaf de Markt
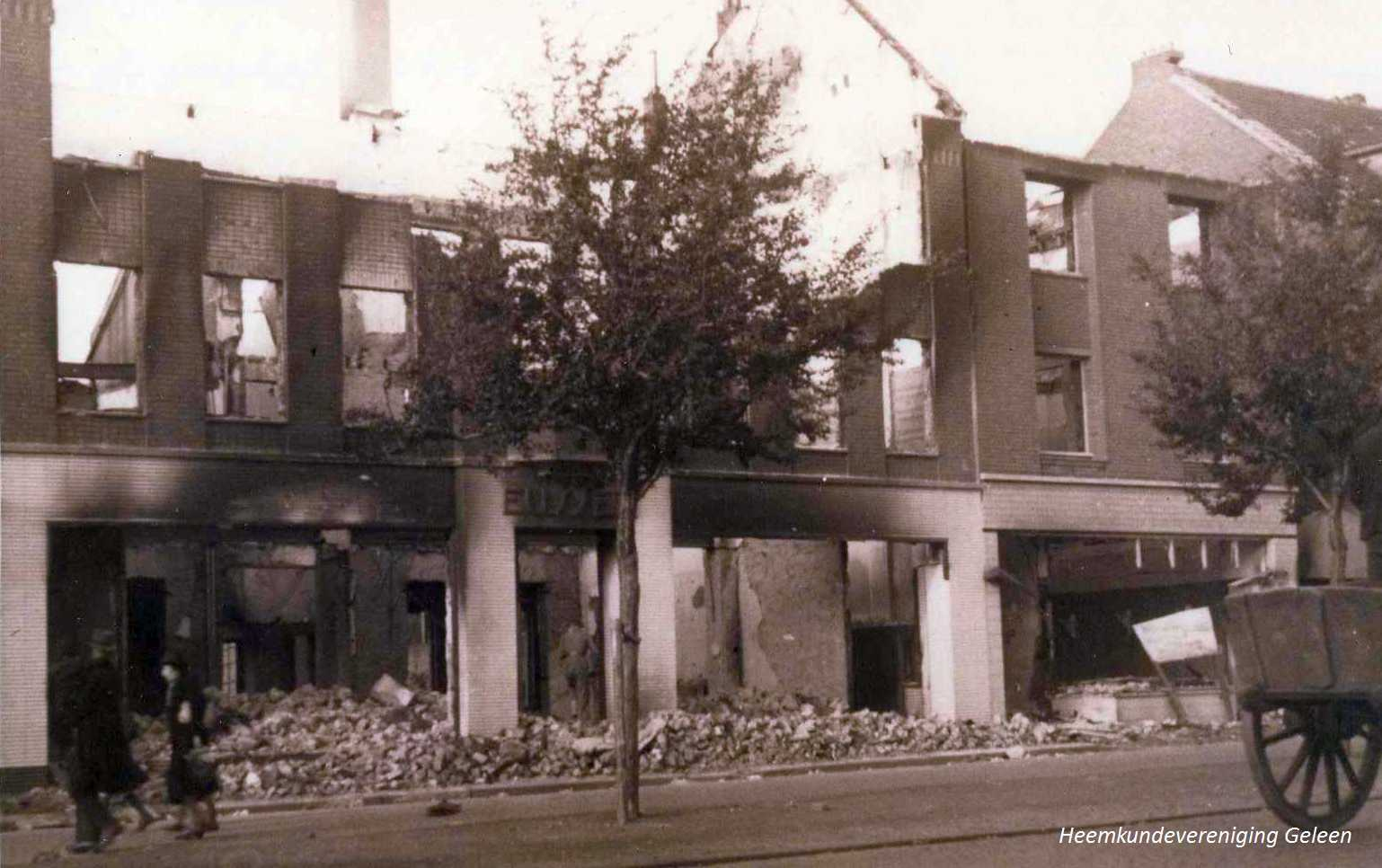
Verwoeste winkelpanden aan de Annastraat in 1942.